# ラッシュアワー2
『ラッシュアワー2』（原題：Rush Hour 2）は2001年に公開されたアメリカ映画。1998年の『ラッシュアワー』の続編である。

## ストーリー
休暇中のカーターはリーの地元香港を訪れていたが、リーが次々と捜査の仕事を引き受けてしまうため、肝心の休暇を満喫できずにいた。そんな時、在香港アメリカ領事館で爆破事件が起こり、容疑者としてリーの父親の相棒で、その死に関与していたとされるリッキー・タンが浮上し、リーは捜査を引き受けるが、カーターも巻き込まれてしまう。リーは香港マフィアのボスになっていたリッキー・タンと接触するが、カーターが制止を聞かずに手を出したため香港マフィアと乱闘騒ぎに発展し、リッキー・タンに逃げられてしまう。二人は警察署に戻るが、爆破事件でアメリカ人通訳が殺されたことからアメリカ合衆国シークレットサービスが捜査を仕切り出しており、リーは捜査から外れるように命令される。しかし、リーは上司のチン警視から捜査の続行を黙認され、リッキー・タンが出席する船上パーティーに潜入する。一方、別行動をとったカーターはリッキー・タンを発見して尾行する中で、船上パーティーに辿り着く。リーは再びリッキー・タンと接触するが、直後に彼は部下のフー・リの裏切りにあい殺されてしまう。
タンを泳がせて事件の背後関係を捜査していたシークレットサービスのスターリング捜査官は二人を叱責し、リーを捜査から外したうえ、カーターをアメリカに帰国させる。しかし、二人はアメリカで捜査を続けることに決め、カーターがパーティーで見かけた大富豪のスティーブン・レインが事件に関与していると考え、ロサンゼルスにあるレインのビルに張り込む。レインのビルで二人は、彼の愛人に扮していたシークレットサービスのイザベラと出会い、レインが関与しているニセ札偽造事件の捜査協力を頼まれる。二人は捜査の途中でフー・リに捕まり連行されるが、隙を見て脱出し、レインが経営するラスベガスのカジノ店「レッド・ドラゴン」に潜入する。カーターと別れたリーはニセ札の原版を探すが、再びフー・リに捕まってしまう。
フー・リに連行されたリーは、そこで死んだはずのリッキー・タンの前に突き出される。リッキー・タンはカジノを利用して現金とニセ札をすり替えようとしていることを語り、同時にリーの父親を殺したことを自白する。しかし、リッキー・タンはパートナーのレインがニセ札の原版を持ち出そうとしている姿を監視カメラで確認したため、フー・リに口封じを任せて部屋を後にする。リーは殺される直前にイザベラに助けられ、カジノホールのカーターがフー・リを引きつけている間にリッキー・タンの元に向かう。リッキー・タンは裏切ったレインを殺して原版を取り戻したが、リーが現れ取り押さえられる。そこにカーターも合流するが、リッキー・タンは隙を突いて二人を殺そうとするが、彼は二人と揉み合いになりビルから転落死する。呆然とする二人の元に爆弾を持ったフー・リが現れ、二人はビルから飛び降り爆発から逃れる。事件の解決後、二人はイザベラと別れ、カーターがカジノで儲けた金を持ちニューヨークに飛び立った。

## キャスト
※括弧内は日本語吹き替え
- リー捜査官 - ジャッキー・チェン（石丸博也）
  - 香港警察の警部。
- ジェームズ・カーター刑事 - クリス・タッカー（山寺宏一）
  - ロサンゼルス市警の刑事。
- フー・リ[※ 1] - チャン・ツィイー（小林沙苗）
- リッキー・タン - ジョン・ローン（野島昭生）
  - 香港マフィア。
- イザベラ・モリーナ - ロゼリン・サンチェス（湯屋敦子）
- スティーブン・レイン - アラン・キング（西村知道）
- スターリング捜査官 - ハリス・ユーリン（島香裕）
- チン警視 - ケネス・ツァン（石波義人）
- ケニー - ドン・チードル（山路和弘）
- ケニーの妻 - オードリー・クオック（佐藤しのぶ）
- ベルサーチ - ジェレミー・ピヴェン（後藤哲夫）
- 歌う男 - ケルバート・コロマ（相沢正輝）
- クラブのホステス - パトリシア・チェン（岡本章子）
- タクシー運転手 - ウィリアム・トゥエン（山野井仁）
- ニワトリの女 - リン・ウォン・メイ（杉本ゆう）
- ギャンブラー - マイケル・チャウ

## スタッフ
- 監督：ブレット・ラトナー
- 製作総指揮：アンドリュー・Z・デイビス
- 製作：ロジャー・バーンバウム、アーサー・サルシキアン、ジョナサン・グリックマン、ジェイ・スターン
- 脚本：ジェフ・ナサンソン
- 音楽：ラロ・シフリン
- 撮影：マシュー・F・レオネッティ

日本語版制作スタッフ
- 演出：市来満
- 翻訳：中村久世
- 調整：兼子芳博
- 録音：スタジオ・エコー
- 担当：宇出喜美（ニュージャパンフィルム）
- 制作：ニュージャパンフィルム

## 備考
- クリス・タッカーは香港での撮影中、よくNBAのコービー・ブライアントに間違えられたという。映画でもクリス・タッカーが階段を昇るシーンで"Move out of the way, Kobe"と言われるシーンがある。
- クリス・タッカーは機内食のシーンで"gefilte fish"というセリフがうまく言えず何度もNGを出した。エンディングのNGシーン集で使われている。
- 映画『ゴジラ』に言及するシーンで、クリス・タッカーは「早く! 早く!」という日本語のセリフをしゃべっている（正確には「gaica,gaica!」）。

## Blu-ray/DVD
ワーナー・ブラザース・ホームエンターテイメントよりBlu-ray DiscとDVDが発売。2020年10月9日以降NBCユニバーサルが販売。
- Blu-ray
  - ラッシュアワー２　品番：1000579869　発売日：2015年10月14日
- DVD
  - ラッシュアワー2　品番：1000584536　発売日：2015年10月21日